# I'll Try Something New (single)
"I'll Try Something New" is een single die opgenomen is bij het platenlabel Motown. Het nummer is geschreven door Smokey Robinson, in eerste instantie voor zijn eigen groep, The Miracles. Zij hadden een hit met de single die uiteindelijk bleef steken op #39, maar belangrijk was voor hun verdere carrière. I'll Try Something New is afkomstig van het gelijknamige album uit 1962. De toenmalige directeur en oprichter van Motown, Berry Gordy, noemt dit een van zijn meest favoriete nummers.
In 1968 werd het nummer gecoverd en opgenomen door de twee meest succesvolle groepen die Motown heeft gekend. Het waren The Supremes en The Temptations. Het nummer was bestemd voor hun album vol met duetten, Diana Ross & The Supremes Join The Temptations. Op deze versie van het nummer zingt voor The Supremes Diana Ross lead en voor The Temptations Melvin Franklin en Eddie Kendricks. Alhoewel het nummer minder succesvol was als hun eerste duet samen, I'm Gonna Make You Love Me, deed het het wel beter dan de originele versie. Het haalde namelijk de #25 plek op de poplijst en zelfs de top 10 op de R&B lijst. In tegenstelling tot de originele versie werd deze opname niet geproduceerd door Smokey Robinson, maar door Frank Wilson en Deke Richards.

## Bezetting The Miracles
- Lead: Smokey Robinson
- Achtergrondzang: Bobby Rogers, Ronnie White, Warren "Pete" Moore en Claudette Robinson
- Gitaar: Marv Tarplin
- Instrumentatie: The Funk Brothers
- Schrijver: Smokey Robinson
- Productie: Smokey Robinson

## Bezetting The Supremes & The Temptations
- Lead: Diana Ross, Melvin Franklin en Eddie Kendricks
- Achtergrondzang: Otis Williams, Paul Williams, Dennis Edwards, Melvin Franklin, Eddie Kendricks, Mary Wilson en Cindy Birdsong
- Instrumentatie: Lokale studiomuzikanten uit Los Angeles
- Schrijver: Smokey Robinson
- Productie: Frank Wilson en Deke Richards